# Batalla de Tambo del Visitador
El Combate de Visitador o también llamado Combate de Tambo del Rio Negro fue uno de los enfrentamiento menores entre las tropas realistas del Amazonas y los patriotas de Chachapoyas, ocurrido el 12 de septiembre de 1822.

## El combate
Tras la derrota en La Ventana, las tropas españolas al mando del Sargento Cárdenas se instalarían en uno de los lados de la rivera del Rio Negro, atrincherándose. Tras esto, llegarían los patriotas al mando de Domingo Reaño, vencedor de la batalla de La Ventana, junto al capellán también nombrado capitán, Fray Juan Isidoro Aguilar. 
Ambos ejércitos, ubicados en lados opuestos a la rivera del rio, se enfrentarían hasta que finalmente la guarnición patriota lograría expulsar a las tropas realistas, las cuales se retirarían hacia el poblado de Rioja.

## Consecuencias
Con la retirada de los realistas, el ejército de Reaño avanzaría hacia Rioja para dar así el penúltimo combate de la Guerra por la Independencia de Maynas.